# Temps decimal

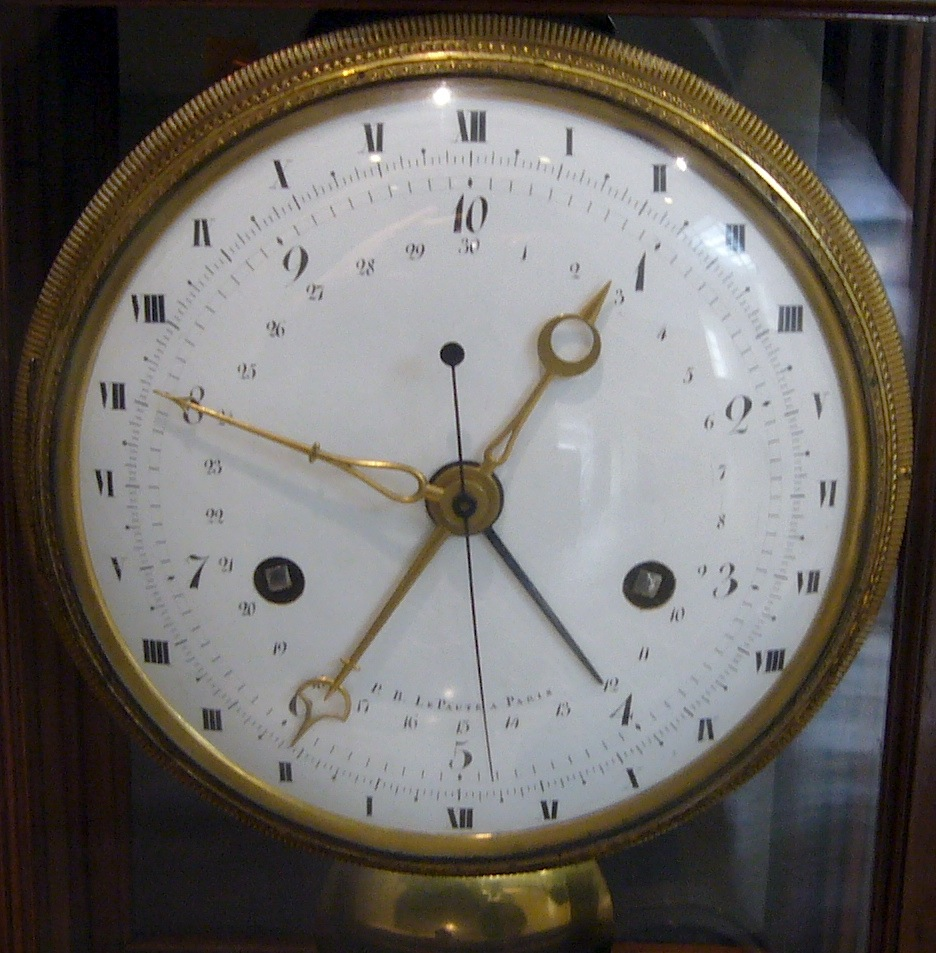
Rellotge decimal francès de l'època de la revolució francesa

Es denomina  temps decimal  a l'expressió de l'extensió del dia utilitzant unitats que es troben relacionades mitjançant un sistema decimal. Aquest terme és utilitzat per referir-se específicament al temps revolucionari francès, el qual divideix el dia en 10 hores decimals, cada hora decimal en 100 minuts decimals i cada minut decimal en 100 segons decimals, en contraposició al temps estàndard usual, en el qual el dia es divideix en 24 hores, cada hora en 60 minut si cada minut en 60 segon s.

## Història

### Xina
El temps decimal va ser utilitzat a la Xina al llarg de gairebé tota la seva història juntament amb el temps duodecimal. Cap a l'any 1000 A.d. C. El dia que s'estenia des d'una mitjanit a la mitjanit següent estava dividit en 12 hores dobles (Xinès tradicional: 时辰; Xinès simplificat: 时辰; pinyin: shíchen) i 100  ke  (hanzi: 刻; Pinyin: ke). Durant tres períodes breus es van utilitzar un nombre diferent de  Kes  per dia, 120  ke  durant 5-3 AdC, 96  ke  durant 507-544, i 108  ke  durant 544-565. Diversos dels gairebé 50 calendaris xinesos també van dividir cada  ke  en 100  fen , encara que en altres cada  ke  era dividit en 60  fen . En 1280, el calendari  Shoushi  (Season Granting) subdividir a cada  fen  en 100  miao , creant un sistema decimal complet de 100  ke , 100  fen  i 100  miao . El temps decimal xinès va deixar de ser utilitzat el 1645 quan el calendari  Shixian  (Constant Conformity), basat en l'astronomia europea duta a la Xina pels jesuïtes, va adoptar 96  ke  per dia juntament amb 12 hores dobles, amb la qual cosa cada  ke  correspon exactament a un quart d'hora.

### França
En temps moderns, el temps decimal va ser introduït durant la Revolució Francesa per un decret promulgat el 5 d'octubre de 1793.
 XI. Le jour, de minuit à minuit, est vaig veure en dix parties, chaque partie en dix autres, ainsi de suite jusqu'à la plus petite portion commensurable de la durée. (XI. El dia, des de mitjanit fins a la mitjanit següent, es divideix en deu parts, cada part al seu torn es compon de deu parts, i així successivament fins a la durada de temps més petita que es pugui mesurar.)
Se'ls va donar nom a aquestes partícules de temps el 24 de novembre 1793 (4 Frimari de l'Any II). Les divisions primàries es van denominar hores, i es va afegir:
 La centième partie de l'heure est appelée minut decimals, la centième partie de la minute est appelée seconde decimals . (La centèsima part d'una hora és denominada minut decimal ; la centèsima part d'un minut és denominada segon decimal)
Per tant, mitjanit corresponia a l'hora 10, migdia a l'hora 5, etc. Si bé es van fabricar rellotges amb quadrants mostrant el temps estàndard amb els números 1-24 i el temps decimal amb els números 1-10, el temps decimal mai va comptar amb gran acceptació, no va ser utilitzat de manera oficial fins a començaments de l'any Republicà III, 22 de setembre de 1794, i l'ús obligatori va ser suspès el 7 abril 1795 (18 Germinal de l'Any III), mitjançant la mateixa llei que va introduir el sistema mètric original. Per tant, inicialment el sistema mètric no posseïa una unitat de temps, i versions posteriors del sistema mètric utilitzen el segon, igual a 1/86400 de dia, com a unitat de temps mètric.
El temps decimal va ser introduït com a part del Calendari Revolucionari Francès, en el qual a més de dividir el dia en forma decimal, va dividir al mes en tres  dècades  de 10 dies cadascuna; aquest calendari va ser abolit a finals del 1805. El començament de cada any era determinat segons el dia en el tenia lloc l'equinocci de tardor, en relació amb el temps solar aparent o veritable en l'Observatori de París. El temps decimal hauria estat expressat també segons el temps solar aparent, depenent de la posició des de la qual l'hi registrava, com ja era el costum general per ajustar els rellotges.
El 1897 els francesos van realitzar un altre intent de decimalitzar el temps, quan es va crear la  Commission de décimalisation du temps  al Bureau des Longitudes, sent secretari el matemàtic Henri Poincaré. La comissió va proposar un compromís, en mantenir el dia de 24 hores, però dividir cada hora en 100 minuts decimals, i cada minut en 100 segons. El pla no va tenir bona acollida i va ser abandonat el 1900.

## Conversions
Hi ha exactament 86,400 segons estàndard (vegeu SI per a una definició actual del segon estàndard) en un dia estàndard, però en el sistema de temps decimal francès hi ha 100,000 segons decimals en un dia, de manera que el segon decimal és més curt que seva contrapart.
| Unitat decimal | Segons | Minuts | Hores   | h: mm: ss |
| -------------- | ------ | ------ | ------- | --------- |
| Segon decimal  | 0864   | 0,0144 | 0,00024 | 0:00:00.9 |
| Minut decimal  | 86.4   | 1.44   | 0024    | 0:01:26.4 |
| Hora decimal   | 8,640  | 144    | 02/04   | 2:24:00.0 |

## Dies fraccionaris
Són els científic si els programadors d'ordinadors que s'utilitzen en forma més assídua el temps decimal del dia en forma de dia fraccional. El temps estàndard de 24-hores és convertit en un dia fraccional simplement mitjançant dividir el nombre d'hores passades des de la mitjanit per 24 per obtenir una fracció decimal. Per tant, mitjanit és 0,0 dia, migdia és 0,5 d, etc. La qual cosa es pot compondre amb qualsevol tipus de data, com ara:
- dates gregorianes: 2000 de gener de 05/01
- dates ordinals: 00001.5
- dates julianas: 2451545.0
- Excel dates serials: 36526.5

És possible utilitzar tants llocs decimals com sigui necessari d'acord amb la precisió requerida, de manera que 0,5 d = 0,500000 d Els dies fraccionaris sovint són expressats en UTC o TT, encara que les dates Juliana utilitzen data/temps astronòmic anterior a 1925 (cada data començava en el 0hper tant "0" = migdia) i Microsoft Excel utilitza la zona de temps local de l'ordinador. L'ús de dies fraccionaris redueix el nombre d'unitats utilitzades en càlculs de temps de quatre (dies, hores, minuts, segons) a una sola (dies). Sovint els astrònoms utilitzen dies fraccionaris per registrar les seves observacions, i van ser indicats fent referència al Paris Mean Time pel matemàtic i astrònom francès del segle xviii Pierre-Simon Laplace en el seu llibre,  .com/books? id = QjEVAAAAQAAJ & pg = PA348 Traité de Mécanique Céleste Arxivat 2013-07-31 a Wayback Machine. , tal com en aquests exemples:

... et la distance periheli, Egal à 1,053095; ce qui a donna pour l'instant du passage au periheli, sept.29, 10.239, temps moyen Compte de minuit à Paris.
Les valeurs precedents de a, b, h, l, relatiu a trois observations, ont donna la Distància periheli Egal à 1,053650; et pour l'instant du passage, sept.29, 04.587; ce qui diffère peu des Résultats fons sud cinq observations.

Dies fraccionals van ser utilitzats durant el segle xix per l'astrònom britànic John Herschel en el seu llibre,  Outline of Astronomy Arxivat 2022-12-31 a Wayback Machine. , com s'il·lustra en aquests exemples:

Between Greenwich noon of the 22D and 23d of March, 1829, the 1828th equinoctial year terminated, and the 1829th commence. This happens at 0 d • 286.003, or at 4 h 51 m 50 s • 66 Greenwich Mean Time ... For example, at 12 h 0 m 0 s Greenwich Mean Time, or 0 d • 500.000 ...

En general, el sistema de segons fraccionals és més utilitzat que el de dies fraccionals. En efecte, aquesta és la representació en una única unitat que utilitzen nombrosos llenguatges de programació, inclosos C, i part dels estàndards UNIX/POSIX utilitzats per Mac OS X, Linux, etc.; Per convertir dies fraccionals en segons fraccionals, multipliquen el nombre per 86.400. Temps absoluts són sovint expressats relatius a la mitjanit de l'1 de gener de 1970. Altres sistemes poden utilitzar un punt zero diferent, poden comptar en mil·lisegons en comptes de segons, etc.

## Temps d'Internet Swatch
El 23 d'octubre de 1998, la companyia fabricant de rellotges Suïssa, Swatch, va presentar un temps decimal anomenat Swatch Internet Time, el qual divideix el dia en 1000 . Beats  (cada un 86.4 s) comptats en el rang 000-999, amb  000 mitjanit i  500 migdia CET (UTC+1), en contraposició al UTC. L'empresa ha venut rellotges que indiquen el Temps d'Internet.
Internet Time ha estat criticat per utilitzar un origen diferent a l'utilitzat per l'Horari universal, tergiversar CET al presentar-lo com "Biel Mean Time", i per no tenir unitats més precises, tot i que certes organitzacions han proposat els "centibeats "(864 ms) i" milibeats "(86.4 ms).

## Altres temps decimals
Diferents persones han proposat un rang de variacions al temps decimal, dividint el dia en diferent nombre d'unitats i subunitats amb diversos noms. La majoria estan basats en dies fraccionaris, de manera que un format de temps decimal pot ser fàcilment convertit en un altre, de manera que tots aquests són equivalents:
- 0500 dia fraccional
- 5h 0m temps decimal francès
- 500 Swatch Internet Time
- 50.0 centidía
- 500 milidía
- 50,0% Temps percentual
- 12:00 Standard Time

Algunes propostes de temps decimal estan basades en unitats de mesures alternatives del temps mètric. La diferència entre el temps mètric i el temps decimal és que en el temps mètric es defineixen les unitats per mesurar intervals de temps, tal com ho mesura amb un cronòmetre, mentre que el temps decimal defineix el temps del dia, tal com ho fa un rellotge. Així com el temps estàndard utilitza com a base el segon la unitat mètrica de temps, les escales de temps decimal propostes poden utilitzar altres unitats mètriques.